# White (Angela Aki)
White è il settimo album della cantante giapponese Angela Aki, pubblicato il 28 settembre 2011 dalla Sony Music Japan.

## Singoli
- Hajimari no Ballad (始まりのバラード; Ballad of Beginning) è l'unico singolo estratto dall'album, pubblicato in formato CD l'8 giugno 2011.[2] Il brano è stato usato come colonna sonora del dorama giapponese Namae wo Nakushita, Megami.[3]

### Altre canzoni
- I Have a Dream è stata utilizzata nella app per iPhone della Washington National Gallery of Art Exhibit in Giappone.[4]
- Tsugaru Kaikyou Fuyu Keshiki (津軽海峡・冬景色; Tsugaru Strait • Winter Landscape), invece, è stata usata in uno spot pubblicitario per la collezione invernale 2011 di Uniqlo in Giappone.[5]

## Tracce[6]
CD
| N° | Titolo | Durata |
| -- | --- | ------ |
| 1  | Hajimari no Ballad (始まりのバラード; Ballad of Beginning)                                                    | 4:54   |
| 2  | Tsugaru Kaikyou Fuyu Keshiki (津軽海峡・冬景色; Tsugaru Strait • Winter Landscape) (cover di Ishikawa Sayuri) | 3:50   |
| 3  | I Have a Dream                                                                                                | 4:48   |
| 4  | Julio (フリオ)                                                                                                | 5:10   |
| 5  | My Grandfather's Clock                                                                                        | 4:29   |
| 6  | Moral no Soushiki -revival- (モラルの葬式 -revival-; Funeral of Moral -revival-)                              | 5:48   |
| 7  | Furusato~HOME (ふるさと~HOME; Hometown~HOME)                                                                  | 6:25   |
| 8  | Mokugekisha (目撃車; Eyewitness)                                                                              | 5:13   |
| 9  | Honesty (cover di Billy Joel)                                                                                 | 3:53   |
| 10 | One Family | 5:40   |

DVD
1. HOME SWEET HOME "5YEARS" ~Best Hit & All Requests~ SPECIAL MOVIE
2. Washington National Gallery Exhibition Digest
3. Hajimari no Ballad (Video Clip)

## Classifiche
| Classifica                      | Posizione raggiunta |
| ------------------------------- | ------------------- |
| Giappone (Oricon Weekly Charts) | 4                   |

## Date di Pubblicazione
| Nazione  | Data              | Edizione | Catalogo  | Etichetta        |
| -------- | ----------------- | -------- | --------- | ---------------- |
| Giappone | 28 settembre 2011 | Standard | ESCL-3780 | Sony Music Japan |
| Giappone | 28 settembre 2011 | Limited  | ESCL-3778 | Sony Music Japan |